# Bener Meriah (regentschap)
Bener Meriah is een van de districten in Atjeh, Indonesië. Deze wijk is het gevolg van de uitbreiding van het centraal Atjeh, die bestaat uit zeven districten. De centrale hooglanden met de hoofdstad in Simpang Tiga Redelong heeft een oppervlakte van 1919,69 vierkante kilometer bestaande uit 10 districten en 233 dorpen.
Het regentschap is onderverdeeld in 10 onderdistricten (kecamatan):
1. Pintu Rime Gayo
2. Permata
3. Syiah Utama
4. Bandar
5. Bukit
6. Wih Pesam
7. Timang Gajah
8. Bener Kelipah
9. Mesidah
10. Gajah Putih

Stadsgemeenten: Banda Atjeh · Langsa · Lhokseumawe · Sabang · Subulussalam

Regentschappen: West-Atjeh · Zuidwest-Atjeh · Aceh Besar · Aceh Jaya · Zuid-Atjeh · Aceh Singkil · Aceh Tamiang · Aceh Tengah · Aceh Tenggara · Aceh Timur · Noord-Atjeh · Bener Meriah · Bireuen · Gayo Lues · Nayan Raya · Pidie · Pidie Jaya · Simeulue